# Tachypeza hispanica
Tachypeza hispanica är en tvåvingeart som beskrevs av Chvala 1981. Tachypeza hispanica ingår i släktet Tachypeza och familjen puckeldansflugor.
Artens utbredningsområde är Spanien. Inga underarter finns listade i Catalogue of Life.